# Psylliodes appalachianus
Psylliodes appalachianus es una especie de insecto coleóptero de la familia Chrysomelidae, descrita en 2004 por Konstantinov & Tishechkin.